# Faktor strachu
Faktor strachu (v anglickém originále Fear Factor) je americká reality show, soutěž vysílaná společností National Broadcasting Company (NBC) v letech 2001–2012, a následně společností MTV od roku 2017. V České republice od roku 2009 tento pořad vysílá stanice Prima Cool, od roku 2017 je možné novější verzi sledovat na kanálu Nova MTV. Hlavním moderátorem soutěže byl v letech 2001-2012 Joe Rogan (NBC) a později (2017--) Ludacris na MTV.
V každé epizodě 6 soutěžících, častokrát 3 ženy a 3 muži, nebo také 3-4 páry (ve speciálních epizodách to však může být i jinak) plní (většinou) 3 extrémní úkoly. Tyto úkoly je prověřují jak fyzicky, tak i psychicky. Na vítěze čeká po splnění všech úkolů odměna 50 000 dolarů (v některých epizodách však činí až 1 milion dolarů).
Soutěžící plní nejrůznější náročné úkoly pod vodou, ve výškách, někdy konzumují nevábně vypadající části těl nebo celé živočichy, například žížaly, tropické šváby a další. Nechybí však ani klaustrofobické výzvy. Výjimečně se stává, že žádný ze soutěžících úkol nesplní. Pokud se tak stane, všichni soutěžící se vrací, a dostávají druhou šanci, odměna je však snížena na polovinu.
V České republice byla pod stejným názvem rovněž odvysílána i britská, jihoafrická, či australská verze pořadu.

## Série
- Faktor strachu I.
- Faktor strachu II.
- Faktor strachu III.
- Faktor strachu IV.
- Faktor strachu V.
- Faktor strachu VI.
- Faktor strachu VII.
- Faktor strachu VIII.
- Faktor strachu IX.
- Faktor strachu X.
- Faktor strachu XI
- Faktor strachu XII
- Faktor strachu XIII
- MTV's Fear Factor
- MTV's Fear Factor - Season from Hell
- MTV's Celebrity Fear Factor